# Alderina imbellis
Alderina imbellis är en mossdjursart som först beskrevs av Walter Douglas Hincks 1860.  Alderina imbellis ingår i släktet Alderina och familjen Calloporidae. Arten är reproducerande i Sverige. Inga underarter finns listade i Catalogue of Life.